# Kargo (Band)
Kargo ist eine türkische Rockband aus Istanbul.

## Geschichte
Kargo wurde 1990 gegründet. Obwohl 1993 das erste Album Sil Baştan erfolgreich war, löste sich die Band kurz darauf auf.
Gitarrist und Gründer Selim Öztürk und Bassist Mehmet Şenol Şişli (MŞŞ) formierten sich 1994 mit dem Keyboardspieler Serkan Çeliköz, dem Schlagzeuger Burak Karataş und dem Sänger Koray Candemir neu.
Der im Jahr 2005 veröffentlichte Song Yıldızların Altında wurde der bekannteste Hit der Band. Die originale Version stammt von Seyyan Hanım.

## Diskografie

### Alben
- 1993: Sil Baştan
- 1996: Yarına Ne Kaldı?
- 1997: Sevmek Zor
- 1998: Yalnızlık Mevsimi
- 2000: Sen Bir Meleksin
- 2004: Ateş ve Su
- 2005: Yıldızların Altında (Coveralbum)
- 2013: Gelecekle Randevum Var
- 2016: Değiştir Dünyayı

### Kompilationen
- 2001: Best of

### Kollaborationen
- 2009: RRDP – Rakın Rol Disko Parti (mit Mirkelam)

### Singles
- 1993: Yıllar Sonra
- 1996: Yüzleşme
- 1996: Son Defa
- 1996: Adımı Çağır
- 1997: Şairin Elinde (mit Athena)
- 1997: Sen Her Zaman
- 1998: Arabic Fahişe
- 1998: Kalamış Parkı (mit Şebnem Ferah)
- 1998: Boğaziçi
- 2000: Renklerin İçinde
- 2000: Yıllar Sonra
- 2000: Yanımda Sen Olmayınca
- 2000: Herkesin Geçtiği Yoldan Geçme (Song für Efes Dark)
- 2004: Ateş ve Su
- 2005: Sonbahar (mit Ferman Akgül)
- 2005: Yıldızların Altında
- 2005: Öyle Sarhoş Olsam Ki
- 2005: Seninle Başım Dertte
- 2005: Sen Ağlama
- 2009: Yollar (mit Mirkelam)
- 2012: Kehribar
- 2013: Bana Yalan Söylediler
- 2013: Beterin Beteri Var
- 2013: Yaşamak Ne Güzel Şey (mit Nilüfer)
- 2013: Beni Bırakma (mit Deniz Özbey Akyüz)
- 2015: Mazi Kalbimde Bir Yaradır (mit Dilek Türkan)
- 2016: Böyle Daha Güzelsin
- 2016: Derya
- 2016: Hayır Bugün Ölmeyeceğim
- 2016: Melezbahçe

Quelle:

## Auszeichnungen
- 2006: Kral Türkiye Müzik Award in der Kategorie Beste Rock-Gruppe